# Daniels Pavļuts
Daniels Pavļuts (14. maj 1976 i Jūrmala i Lettiske SSR) er en lettisk politiker og den nuværende lettiske økonomiminister.
Pavļuts har fået sin uddannelse ved Letlands Musikakademi, hvor han i 1999 dimitterede med en bachelorgrad som pianist. I 2000 dimitterede han fra London City University med et diplom i kulturforvaltning, og i 2007 dimitterede Pavļuts fra Harvard University med en kandidat-uddannelse i offentlig forvaltning med speciale i ledelse. Fra den 24. februar 2003 til den 16. juni 2006 var Pavļuts statssekretær for Letlands kulturministerium. Pavļuts har virket i nogle virksomheder som bestyrelsesmedlem, og i nogle som bestyrelsesformand, og har også virket som konsulent. Den 25. oktober 2011 udnævntes han til at være Letlands økonomiminister i Valdis Dombrovskis' tredje regering.